# Broad City
Broad City est une série télévisée américaine écrite et incarnée par Ilana Glazer et Abbi Jacobson, et diffusée entre le 22 janvier 2014 et le 28 mars 2019 sur Comedy Central.
En France, elle est diffusée depuis le 7 janvier 2017 sur MTV et sur Comedy Central depuis le 30 janvier 2019. Elle reste inédite dans les autres pays francophones.

## Synopsis
Broad City suit les aventures quotidiennes d’Ilana et Abbi, deux femmes juives américaines de la vingtaine qui vivent au cœur de la ville de New York. Elles sont toutes les deux sans argent et essayent de subvenir à leurs besoins en enchaînant les petits jobs. Ilana cherche à éviter de travailler autant que possible tout en poursuivant son implacable philosophie hédoniste, et Abbi essaie de faire carrière en tant qu'illustratrice. Elles se retrouvent souvent dans des situations absurdes et sont toujours à la limite du politiquement correct, usant de blagues racistes et d'un vocabulaire argotique très branché typique de New York.

## Distribution

### Acteurs principaux

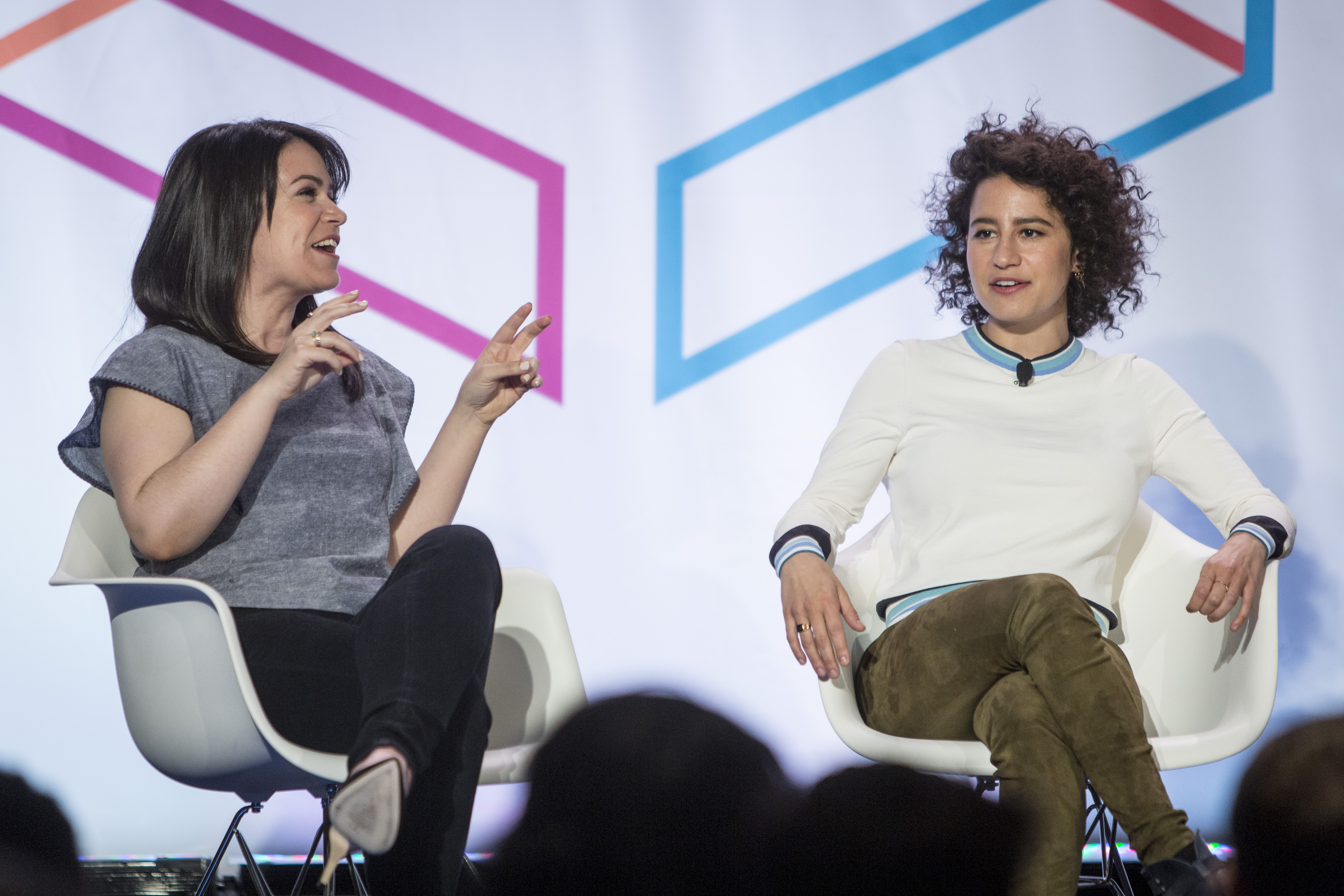
Jacobson (à gauche) et Glazer (à droite) à l'Internet Week à New York en mai 2015.

- Abbi Jacobson interprète Abbalah Abrams dite Abbi Abrams[3], New-Yorkaise de 25 ans originaire de Philadelphie. Au début de la série Abbi travaille comme femme de ménage dans un centre de remise en forme appelé Soulstice. Elle est finalement promue entraîneuse et commence à donner des cours de conditionnement physique pour les seniors. Elle est également illustratrice et rêve de quitter Soulstice pour poursuivre l'art à temps plein. Abbi s'efforce de trouver un équilibre entre être adulte, responsable et autonome et profiter de sa jeunesse en ayant l'esprit libre comme Ilana. Elle a une colocataire que l'on ne voit jamais. C'est son petit ami Matt, appelé par son nom de famille « Bevers », qui profite de l'appartement sans payer de loyer ni participer aux taches ménagères. Abbi est très attirée par son voisin Jeremy mais ne parvient jamais à lui faire part de ses sentiments. Ils finissent par coucher ensemble, mais l'histoire est de courte durée. À la fin de la Saison 3, elle sort avec son patron Trey, mais embarrassée par cette relation, elle décide de garder leur liaison secrète. Abbi est la plus sage des deux amies, ce qui ne l'empêche pas de prendre de la drogue ou de perdre complètement le contrôle lorsqu'elle est ivre.

- Ilana Glazer interprète Ilana Wexler, New-Yorkaise de 22 ans originaire de Long Island. Elle fait tout pour travailler le moins possible et passe son temps à fumer de la marijuana. Ilana travaille dans une quelconque société de vente appelé Deals Deals Deals, mais passe la plupart de son temps de travail à faire la sieste aux toilettes. Elle est méprisée par ses collègues à cause de son attitude paresseuse, mais son patron Todd est trop soumis pour la licencier. Elle est finalement congédiée après la publication de la vidéo « Mr. Hands » sur le compte Twitter de la société. Elle partage un appartement avec un immigrant gay nommé Jaimé, et jusqu'à la fin de la saison 3, elle est en relation avec Lincoln, un dentiste afro-américain. Ilana considère leur relation comme « purement physique », au grand dam de Lincoln. Par rapport à sa meilleure amie Abbi, elle est plus libre d'esprit et sexuellement libérée, mais chaque escapade a des conséquences inattendues et un impact sur la vie d'Abbi, qui est à contrecœur traînée dans les péripéties d'Ilana.

### Acteurs récurrents
- Hannibal Buress interprète Lincoln Riz, dentiste pédiatrique avec qui Ilana entretient une relation exclusivement sexuelle. Il a des sentiments pour Ilana et voudrait s'engager davantage dans leur relation mais Ilana ne veut pas laisser de place aux sentiments. Il est drôle, facile à vivre, joue souvent à des jeux et raconte des blagues à ses patients lors de leurs soins dentaires. Dans la Saison 3, il décide de s'éloigner d'Ilana pour entamer une vraie relation avec Stéphanie. Dans la Saison 4, Lincoln, à nouveau célibataire et Ilana décident d'entamer une relation sérieuse pour au moins un an.
- Paul W. Downs interprète Trey Pucker, le patron de Abbi à Soulstice. C'est un garçon gentil et obsédé par la santé et la remise en forme. Quand il avait 18 ans, il a tourné une vidéo pornographique dans laquelle il se masturbait et qui port le nom de « Kirk Steele ». Abbi et Trey ont commencé à se fréquenter dans la saison 3, bien qu'Abbi ait tenté de garder le secret de leur relation.
- John Gemberling : Matt Bevers
- Arturo Castro : Jaimé Castro
- Stephen Schneider : Jeremy Santos
- Chris Gethard : Todd
- Nicole Drespel : Nicole
- Eliot Glazer : Eliot
- Susie Essman : Bobbi Wexler
- Bob Balaban : Arthur Wexler

### Invités
- Hillary Clinton
- RuPaul
- Shania Twain
- Amy Poehler
- Seth Rogen
- Kumail Nanjiani
- Whoopi Goldberg
- Cynthia Nixon
- Tracee Ellis Ross
- Blake Griffin
- Adam Levine
- Wanda Sykes
- Jane Curtin
- Steve Buscemi

## Production
Elle a été développée à partir de leur web-série du même nom, qui a été produite de façon indépendante à partir de 2009 à 2011. La création de la web-série a commencé après que Ilana Glazer a reçu un mauvais commentaire à propos d'un projet sur lequel elle travaillait. Après avoir exprimé sa frustration à Abbi Jacobson, les deux jeunes femmes ont décidé de travailler sur un projet commun: la création de la web-série Broad City. La série est basée sur l'amitié réelle entre les deux femmes et leur tentative de vivre et réussir à New York. Amy Poehler est la productrice exécutive, elle apparaît d'ailleurs dans l'épisode final de la websérie.

## Épisodes
Chaque saison comporte 10 épisode d'une vingtaine de minutes.
La série a été renouvelée pour une cinquième saison, qui sera la dernière, diffusée depuis le 24 janvier 2019.
| Saison | Épisodes | Épisodes | Diffusion originale | Diffusion originale |
| Saison | Épisodes | Épisodes | Premier episode     | Dernier épisode     |
| ------ | -------- | -------- | ------------------- | ------------------- |
| 1      | 10       | 10       | 22 janvier 2014     | 26 mars 2014        |
| 2      | 10       | 10       | 14 janvier 2015     | 18 mars 2015        |
| 3      | 10       | 10       | 17 février 2016     | 20 avril 2016       |
| 4      | 10       | 10       | 13 septembre 2017   | 6 décembre 2017     |
| 5      | 10       | 10       | 24 janvier 2019     | 28 mars 2019        |

## Nominations et récompenses
La série, plusieurs acteurs et l'équipe technique ont été nommés ou récompensés.
| Année | Travail nommé | Catégorie                                          | Résultat   |
| ----- | ------------- | -------------------------------------------------- | ---------- |
| 2014  | Broad City    | Meilleure série télévisée comique                  | Nomination |
| 2014  | Ilana Glazer  | Meilleure actrice dans une série télévisée comique | Nomination |
| 2015  | Broad City    | Meilleure série télévisée comique                  | Nomination |
| 2015  | Ilana Glazer  | Meilleure actrice dans une série télévisée comique | Nomination |
| 2015  | Susie Essman  | Meilleur invité dans une série comique             | Nomination |

| Année | Travail nommé | Catégorie                                | Résultat   |
| ----- | ------------- | ---------------------------------------- | ---------- |
| 2016  | Broad City    | Programme télévisé non chanté de l'année | Nomination |

| Année | Travail nommé | Catégorie | Résultat   |
| ----- | ------------- | --------- | ---------- |
| 2016  | Broad City    | Comédie   | Nomination |

| Année | Travail nommé | Catégorie                    | Résultat   |
| ----- | ------------- | ---------------------------- | ---------- |
| 2017  | Broad City    | Meilleure prestation comique | Nomination |

| Année | Travail nommé | Catégorie | Résultat   |
| ----- | ------------- | --------- | ---------- |
| 2016  | Broad City    | Comédie   | Nomination |